# トム・スティール (政治家)
トム・スティール（Tom Steele、1905年11月15日 - 1979年5月28日）は、労働党に所属していたスコットランドの政治家。
もともとスティールは、駅長として働いたり、ラナークの協同組合の理事を務めていた。
1945年イギリス総選挙において、スティールは、保守党のヘイゼルのヒューム男爵アレック・ダグラス＝ヒューム（ダグラス卿）を破ってラナーク選挙区から庶民院議員に当選し、国民保健省 (the Ministry of National Insurance) の政務官を務めた。
1950年イギリス総選挙ではダグラス卿に敗れて返り咲きを許したが、同年の補欠選挙でウェスト・ダンバートンシャー選挙区に移って当選し、続く1951年イギリス総選挙以降、1970年に引退するまでこの選挙区の議席を守った。この労働党の議席の後継者となったのは、イアン・キャンベル (スコットランドの政治家)であった。
選挙の際の運動においては、「Vote Steele For Strength」（「強さのためにスティールに投票を」：スティールの名と「鋼」をかけている）というスローガンが用いられることがあった。